# Economia da Escócia na Alta Idade Média
A economia da Escócia na Alta Idade Média, é a situação econômica na Escócia entre os anos de 1058 e 1286. O ano de 1058 viu a ascensão de Malcolm III ao trono da Escócia. Seu reinado marca um afastamento cultural, econômico e político significativo da Escandinávia para a Inglaterra e o continente europeu - mais notável em seu casamento com Margarida, irmã de Edgar Ætheling, que foi o principal rival dinástico de Guilherme I, duque da Normandia, pelo trono da Inglaterra após a conquista normanda da Inglaterra em 1066. O final deste período é marcado pela morte de Alexandre III em 1286, que levou indiretamente às Guerras de Independência da Escócia. Este período corresponde aproximadamente à Alta Idade Média na Europa, que é geralmente atribuída aos séculos XI a XIII e ao Período Quente Medieval, que afetou diretamente a economia agrária escocesa. 